# Maljek
Maljek je potok, ki nabira svoje vode v hribovju južno od Litije in se pri Litiji kot desni pritok izliva v reko Savo. Njegov pritok je Hrastov potok.